# Hellerud Station
Hellerud Station (Hellerud stasjon) er en metrostation på Østensjøbanen og Furusetbanen på T-banen i Oslo. Østensjøbanen er den oprindelige, mens Furusetbanen, der blev åbnet tre år senere, er tilsluttet denne bane et stykke øst for stationen.
Stationen blev oprindeligt åbnet i 1926 som et stoppested på den daværende sporvej Østensjøbanen fra Etterstad til Oppsal. Da banen blev ombygget til T-bane i 1967, etableredes en ny station på samme sted efter tegninger af arkitekten Karl Stenersen. Den blev fornyet i to etaper i foråret/sommeren 2009 og 2010.
Stationen er opkaldt efter Hellerud, der sammen med Godlia oprindeligt var det nærmeste boligområde. Navnet er dog noget misvisende, da stationen ikke ligger i selve Hellerud, der derfor med støtte fra Godlia arbejdede på at give stationen et nyt navn i 1990'erne. Stationen ligger lige akkurat på grænsen mellem Bryn i nord og Godlia i syd. Desuden er den nærmeste bebyggelse nu Tveita 100 meter nord for stationen. Alle tre navne benyttes imidlertid til andre stationer i nærheden.